# Seixezelo
Seixezelo is een plaats (freguesia) in de Portugese gemeente Vila Nova de Gaia en telt 1729 inwoners (2001).